# Cổ Linh
Cổ Linh là một xã thuộc huyện Pác Nặm, tỉnh Bắc Kạn, Việt Nam.

## Địa lý
Xã Cổ Linh có vị trí địa lý:
- Phía bắc giáp xã Công Bằng và xã Bộc Bố
- Phía đông giáp xã Xuân La và xã Nghiên Loan
- Phía nam giáp xã Cao Tân
- Phía tây giáp tỉnh Tuyên Quang.

Xã Cổ Linh có diện tích 39,49 km², dân số năm 2019 là 4.101 người, mật độ dân số đạt 104 người/km².
Cổ Linh có một số dòng suối chảy qua như: Tả Nhì, Khuổi Trà, Nà Pùng, Bản Cam.

## Hành chính
Xã Cổ Linh được chia thành các xóm bản: Sáng, Nghè, Cảm, Nặm Nhí, Nà Pùng, Lũng Vài, Lủng Phặc, Cốc Nghè, Khuổi Trà, Thôm Niêng, Lủng Nghè.